# Examiner
The Examiner è stato un settimanale inglese fondato da Leigh e John Hunt nel 1808.
John Forster diventò il redattore letterario nel 1835, gli successe Albany Fonblanque dal 1847 al 1855.
Tra i contributori vi era anche Charles Dickens.
La rivista cessò le pubblicazioni nel 1886.